# Удмурт-Лоза
Удмурт-Лоза — деревня в Игринском районе Удмуртии.

## Общие сведения
Расположена на левом берегу реки Лоза. В 1 км к северо-западу расположена железнодорожная станция Кушья ветки Ижевск—Игра Ижевского отделения Горьковской железной дороги.

## Население
| 2010 | 2012 |
| ---- | ---- |
| 292  | ↘285 |

## Улицы[3]
- Трактовая
- Центральная
- Набережный (переулок)